# Међународни дан цивилне авијације
Генерална скупштина Уједињених нација је 1996. године прогласила 7. децембар Међународним даном цивилне авијације.
Овај дан обележава Међународна организација цивилног ваздухопловства (ICAO) од 7. децембра 1994. године, на 50. годишњицу потписивања Конвенције о међународном цивилном ваздухопловству. 
Сврха овог дана јесте да се препозна значај ваздухопловства, посебно међународног ваздушног саобраћаја, за друштвени и економски развој света.